# Lambda Doradus
Lambda Doradus (23 Doradus) é uma estrela na direção da constelação de Dorado. Possui uma ascensão reta de 05h 26m 19.28s e uma declinação de −58° 54′ 45.4″. Sua magnitude aparente é igual a 5.14. Considerando sua distância de 467 anos-luz em relação à Terra, sua magnitude absoluta é igual a −0.64. Pertence à classe espectral G6III.